# Araucanía (região)
| IX Região da Araucânia IX Región de la Araucanía           |                                                 |
|                                                            |                                                 |
| Brasão                                                     | Bandeira                                        |
| Localização no Chile                                       |                                                 |
| Localização da Araucanía (região)                          |                                                 |
| Dados                                                      |                                                 |
| Capital • População • Coordenadas                          | Temuco 937.259 (2002) 38°44′24″S, 72°35′25″O    |
| Intendente • Províncias                                    | Nora Barrientos Cautín Malleco                  |
| Superfície • Total • % nacional • % agua Fronteiras Costas | 8º posição 21.842,3 km² n/d                     |
| População • Total • Densidade                              | 5º posição 1.982.649 (est. 2006) 42,91 hab./km² |
| PIB (PPC) • Total • PIB per capita                         | US$ 4.461 milhões (2,62%) US$ 4.760             |
| Congressistas • Senado • Câmara dos Dep.                   | 4 senadores 10 deputados                        |
| Códigos telefônicos                                        | +56-45                                          |
| Código ISO                                                 | CL-AR                                           |
| Governo Regional da Araucânia                              |                                                 |

A Araucanía ou, na sua forma portuguesa, Araucânia, é uma das 16 regiões do Chile. Sua capital é a cidade de Temuco, que ficou conhecida pela passagem do Furacão Temuco no ano de 2004.
A Região da Araucânia é banhada a oeste pelo Oceano Pacífico e faz divisa a leste com a Argentina, ao norte com a Região de Bío-Bío e ao sul com a Região de Los Rios.

## Divisão político-administrativa
A Região da Araucânia, para efeitos de governo e administração interior, se divide em 2 províncias:
| Província | Área em km² | População | Capital |
| --------- | ----------- | --------- | ------- |
| Cautín    | 18 409,0    | 667 920   | Temuco  |
| Malleco   | 13 433,3    | 201 615   | Angol   |

Para fins de administração local, as províncias estão divididas em 32 comunas.
| Divisão político-administrativa da Região da Araucanía | Divisão político-administrativa da Região da Araucanía |                    |
| --- | ------------------------------------------------------ | ------------------ |
| \| Província \| Capital \| Comuna \| \| --------- \| ------- \| ------------------ \| \| Cautín \| Temuco \| 1 Carahue \| \| \| \| 2 Cholchol \| \| \| \| 3 Cunco \| \| \| \| 4 Curarrehue \| \| \| \| 5 Freire \| \| \| \| 6 Galvarino \| \| \| \| 7 Gorbea \| \| \| \| 8 Lautaro \| \| \| \| 9 Loncoche \| \| \| \| 10 Melipeuco \| \| \| \| 11 Nueva Imperial \| \| \| \| 12 Padre Las Casas \| \| \| \| 13 Perquenco \| \| \| \| 14 Pitrufquén \| \| \| \| 15 Pucón \| \| \| \| 16 Saavedra \| \| \| \| 17 Temuco \| \| \| \| 18 Teodoro Schmidt \| \| \| \| 19 Toltén \| \| \| \| 20 Vilcún \| \| \| \| 21 Villarrica \| \| Malleco \| Angol \| 22 Angol \| \| \| \| 23 Collipulli \| \| \| \| 24 Curacautín \| \| \| \| 25 Ercilla \| \| \| \| 26 Lonquimay \| \| \| \| 27 Los Sauces \| \| \| \| 28 Lumaco \| \| \| \| 29 Purén \| \| \| \| 30 Renaico \| \| \| \| 31 Traiguén \| \| \| \| 32 Victoria \| |                                                        |                    |
| Província | Capital                                                | Comuna             |
| Cautín | Temuco                                                 | 1 Carahue          |
| |                                                        | 2 Cholchol         |
| |                                                        | 3 Cunco            |
| |                                                        | 4 Curarrehue       |
| |                                                        | 5 Freire           |
| |                                                        | 6 Galvarino        |
| |                                                        | 7 Gorbea           |
| |                                                        | 8 Lautaro          |
| |                                                        | 9 Loncoche         |
| |                                                        | 10 Melipeuco       |
| |                                                        | 11 Nueva Imperial  |
| |                                                        | 12 Padre Las Casas |
| |                                                        | 13 Perquenco       |
| |                                                        | 14 Pitrufquén      |
| |                                                        | 15 Pucón           |
| |                                                        | 16 Saavedra        |
| |                                                        | 17 Temuco          |
| |                                                        | 18 Teodoro Schmidt |
| |                                                        | 19 Toltén          |
| |                                                        | 20 Vilcún          |
| |                                                        | 21 Villarrica      |
| Malleco | Angol                                                  | 22 Angol           |
| |                                                        | 23 Collipulli      |
| |                                                        | 24 Curacautín      |
| |                                                        | 25 Ercilla         |
| |                                                        | 26 Lonquimay       |
| |                                                        | 27 Los Sauces      |
| |                                                        | 28 Lumaco          |
| |                                                        | 29 Purén           |
| |                                                        | 30 Renaico         |
| |                                                        | 31 Traiguén        |
| |                                                        | 32 Victoria        |